# Caso Turpin
Il caso Turpin riguarda il maltrattamento minorile dei figli di David e Louise Turpin di Perris, California, Stati Uniti. L'età delle tredici vittime variava dai 2 ai 29 anni. Il 14 gennaio 2018, la diciassettenne Jordan riuscì a fuggire dalla residenza dei Turpin e a contattare la polizia locale, che fece irruzione nella casa e trovò tracce di prolungati abusi su minori e condizioni di vita disumane. Dato il numero di persone coinvolte, la gravità e il protrarsi degli abusi nel corso dei decenni, la storia ha suscitato l'interesse della stampa nazionale e internazionale. Gli esperti in abusi familiari hanno ritenuto che questo caso fosse straordinario per varie ragioni.
Nel febbraio del 2019, entrambi i coniugi Turpin sono stati dichiarati colpevoli di quattordici reati, tra cui abuso su adulto non autosufficiente, abuso su minori, tortura e sequestro di persona. Nell'aprile dello stesso anno sono stati condannati all'ergastolo con la possibilità di libertà condizionale dopo 25 anni e 2 mesi.

## Ambiente
David Allen Turpin (17 ottobre 1961) era un ingegnere informatico, laureatosi alla Virginia Tech, e aveva lavorato per Lockheed Martin e Northrop Grumman. Incontrò sua moglie, Louise Anna Turpin (da nubile Robinette, 24 maggio 1968) alla Princeton High School di Princeton, Virginia Occidentale. La coppia si sposò a Pearisburg, in Virginia, nel 1985, quando David aveva 23 anni e Louise solo 16.
I Turpin erano Cristiani Pentecostali e avevano aderito agli insegnamenti del movimento Quiverfull. Coerentemente alle credenze di tale movimento, la coppia aveva avuto numerosi figli perché Dio li aveva "chiamati a farli". Dall'unione, erano nate dieci femmine e tre maschi tra il 1988 e il 2015. Nonostante le loro convinzioni socialmente conservatrici, la coppia praticava lo scambismo.
La famiglia Turpin visse a Fort Worth, in Texas, fino al 1999, per poi trasferirsi nella vicina città di Rio Vista. Nel 2007, i coniugi mandarono dieci dei loro figli a vivere in roulotte, in una parte isolata della loro proprietà. David e Louise tennero con loro i due più piccoli e abbandonarono il resto dei ragazzi a sé stessi, portando la spesa settimanalmente, che però non era sufficiente per sfamare tutti. Jordan, che all'epoca aveva sei anni, dichiarò che c'era molta fame e che era arrivata a mangiare ketchup, senape o ghiaccio. Dopo che la famiglia lasciò la proprietà di Rio Vista nel 2010, dei vicini trovarono all'interno della casa delle feci e letti avvolti da corde, oltre a gatti morti e cumuli di immondizia.
Nel 2004, i Turpin si trasferirono a Perris. I vicini riferirono che i bambini erano taciturni a meno che non gli si rivolgesse la parola, "come bimbi la cui unica difesa fosse l'essere invisibili"; quando camminavano saltellavano e apparivano denutriti e pallidi.
Una delle sorelle di Louise in seguito affermò che David e Louise si rifiutavano di farle vedere i bambini, e un'altra sorella si disse preoccupata per il peso dei piccoli, ma la zia di Louise disse che le foto di famiglia pubblicate su Facebook le avevano fatto credere che fossero una grande famiglia felice.
I bambini non hanno trascorso tutta la loro vita in condizioni di prigionia. Sono emerse delle foto dell'intera famiglia in visita a Disneyland nella vicina Anaheim. David e Louise avevano un debole per la Disney e per il suo parco. Le targhe sulle due auto della coppia erano DLand e DL4ever.
David e Louise stavano pianificando di trasferire l'intera famiglia in Oklahoma all'epoca del loro arresto. Jordan sentì i suoi genitori parlare del trasloco e decise così che era arrivato il momento di chiamare la polizia.

## Fuga e salvataggio
Nel 2018 i figli della coppia stavano pianificando di fuggire dai loro genitori da più di due anni. Il 14 gennaio 2018, due delle ragazze uscirono di casa attraverso una finestra. La più giovane delle due (13 anni) si spaventò e decise di tornare indietro, invece Jordan (17 anni) fuggì e chiamò il 911 su un cellulare che aveva portato con sé. Al centralino della polizia raccontò che lei e i suoi fratelli stavano subendo abusi dai loro genitori e che la casa puzzava così tanto che a volte a malapena riusciva a respirare. Quando arrivò la prima pattuglia di polizia, Jordan mostrò loro le foto delle condizioni all'interno della casa.
Gli incaricati del dipartimento dello sceriffo della Contea di Riversid fecero irruzione nella casa, affermando che erano lì per un controllo di routine. Louise e David aprirono la porta. Gli agenti raccontarono che Louise era "dubbiosa circa il motivo per cui ci trovavamo in quella abitazione". All'interno, trovarono una casa che puzzava di escrementi umani, rifiuti in decomposizione, animali domestici morti e cibo ammuffito; ogni superficie era coperta di spazzatura. Più tardi trovarono gli altri dodici bambini; uno era stato incatenato ad un letto per settimane e altri due davano l'impressione di essere stati legati fino a poco prima dell'arrivo degli agenti. I bambini furono trovati con lividi sulle braccia, deboli e sporchi. Erano così malnutriti che gli agenti pensarono che fossero tutti minorenni, quando in realtà sette di loro avevano più di 18 anni. In casa erano presenti centinaia di diari scritti dai bambini inerenti alla loro vita.

## Natura dei reati
Per anni, i genitori avevano imprigionato, picchiato ed oppresso i figli, permettendo loro di mangiare solo una volta al giorno e di fare la doccia solo una volta all'anno. I bambini più grandi sembravano molto più giovani a causa della malnutrizione; il 29enne pesava appena 37 kg. Il bambino di 11 anni aveva una circonferenza del braccio equivalente a quella di un bimbo di 4 mesi. Alcuni di loro davano l'impressione di non avere delle conoscenze basilari sul mondo che li circondava, ad esempio non sapevano cosa fossero la medicina e la polizia.
Il caso è stato considerato straordinario per numerose ragioni, compreso il fatto che l'abuso è stato inflitto a più bambini da entrambi i genitori e per la natura calcolata e sistematica dell'abuso e della tortura.

## Azioni legali
Ai Turpin furono contestati dodici capi d'imputazione per tortura, dodici per sequestro di persona, sette per abuso su maggiorenni e sei per abuso su minori; David ha inoltre ricevuto un altro capo di imputazione per atti osceni su un ragazzino di età inferiore ai 14 anni. Sono stati trattenuti in custodia non avendo versato la cauzione, che secondo i media è stata fissata a 9 milioni di dollari per Louise Turpin e a 12 milioni di dollari per David Turpin. David è stato inoltre accusato di falso (perjury) in relazione alle autocertificazioni che negli anni aveva depositato presso il Dipartimento della Pubblica Istruzione della California, in cui affermava che i suoi figli venivano educati in una scuola privata.
Il 22 febbraio 2019, David e Louise hanno cambiato le loro dichiarazioni: da non colpevoli a colpevoli per un capo d'imputazione di tortura, tre di crudeltà volontaria su minori, quattro capi di sequestro e sei capi di crudeltà ai danni di un maggiorenne. Entrambi sono stati condannati all'ergastolo con possibilità di libertà condizionale dopo 25 anni. Secondo gli esperti i coniugi non riceveranno mai la condizionale a causa della gravità dei crimini, e perciò la loro condanna è di fatto all'ergastolo.
David è stato inizialmente mandato nella prigione statale di Mule Creek prima di passare alla prigione statale della California, Corcoran, mentre Louise è stata mandata nella Central California Women's Facility.

## Conseguenze
Tutti i bambini hanno trascorso diverse settimane in vari ospedali, dopodiché i sei minori sono stati consegnati a due famiglie affidatarie. I medici hanno riscontrato vari problemi, tra cui danni cardiaci dovuti alla mancanza di nutrimento, disturbi cognitivi e neuropatia.
Cinque dei bambini più piccoli sono stati dati in affido ad una famiglia in cui si sarebbero verificati abusi ai loro danni. Nell'ottobre 2019, sono stati adottati da quella stessa famiglia mentre l'abuso era ancora in atto. La famiglia affidataria è stata arrestata e accusata di aver abusato di almeno uno o più bambini a loro affidati.
All'inizio del 2020 il vice procuratore distrettuale della contea di Riverside ha dichiarato che alcuni di quei ragazzini conducono una vita indipendente, vivono in propri appartamenti, hanno un lavoro e vanno a scuola. Alcuni prestano volontariato nella comunità e vanno in chiesa. Uno di loro si è laureato.
Un'indagine per la rivista ABC 20/20, che ha raccontato il caso nello speciale del novembre 2021 Escape from a House of Horror ("Fuga dalla casa dell'orrore"), ha riferito che alcuni dei componenti della famiglia sono ora trascurati dai servizi sociali della contea di Riverside, alcuni sono senzatetto e nessuno può usare le centinaia di migliaia di dollari a loro donati. Il denaro è stato depositato in un fondo fiduciario controllato da un tutore pubblico nominato dal tribunale. Joshua ha dichiarato di non poter accedere ai fondi e che gli è stato negato l'acquisto di una bicicletta. Durante un'intervista con Diane Sawyer per lo speciale 20/20, Jordan ha dichiarato di essere stata esclusa senza preavviso da una casa-famiglia senza avere competenze lavorative, senza possibilità di alloggio e priva degli strumenti necessari a reperire cibo e ad avere assistenza sanitaria. Secondo il rapporto, la contea di Riverside ha assunto uno studio legale privato per indagare sulle accuse di abuso da parte dei servizi sociali.